# Unité urbaine de Sainte-Marie-aux-Mines
L'unité urbaine de Sainte-Marie-aux-Mines est une unité urbaine française centrée sur la commune de Sainte-Marie-aux-Mines, dans le département du Haut-Rhin et la région Grand Est.

## Données générales
Dans le zonage réalisé par l'Insee en 2010, l'unité urbaine était composée de deux communes.
Dans le nouveau zonage réalisé en 2020, elle est composée des deux mêmes communes.
En 2022, avec 6 701 habitants, elle représente la 11e unité urbaine du département du Haut-Rhin.
En 2020, sa densité de population s'élève à 95 hab/km2. Par sa superficie, elle représente 2,07 % du territoire départemental et, par sa population, elle regroupe 0,9 % de la population du département du Haut-Rhin.

## Composition 2020 de l'unité urbaine
Elle est composée des deux communes suivantes :
| Nom                                   | Code Insee | Département | Statut       | Superficie (km2) | Population (dernière pop. légale) | Densité (hab./km2) | Modifier                                    |
| ------------------------------------- | ---------- | ----------- | ------------ | ---------------- | --------------------------------- | ------------------ | ------------------------------------------- |
| Sainte-Marie-aux-Mines (ville-centre) | 68298      | Haut-Rhin   | ville-centre | 45,23            | 4 945 (2022)                      | 109                | modifier les données · modifier les données |
| Sainte-Croix-aux-Mines                | 68294      | Haut-Rhin   | banlieue     | 27,85            | 1 756 (2022)                      | 63                 | modifier les données · modifier les données |

## Évolution démographique
| 1968  | 1975  | 1982  | 1990  | 1999  | 2008  | 2013  | 2020  |
| ----- | ----- | ----- | ----- | ----- | ----- | ----- | ----- |
| 9 678 | 9 035 | 8 368 | 7 699 | 7 851 | 7 602 | 7 235 | 6 911 |

#### Données générales
- Unité urbaine
- Aire d'attraction d'une ville
- Aire urbaine (France)
- Liste des unités urbaines de France

#### Données démographiques en rapport avec l'unité urbaine de
- Aire d'attraction de Sainte-Marie-aux-Mines
- Arrondissement de Colmar-Ribeauvillé

#### Données démographiques en rapport avec le Haut-Rhin
- Démographie du Haut-Rhin